# Vrba velkolistá
Vrba velkolistá (Salix appendiculata) je jedním z několika v České republice vzácných druhů rodu vrba, ve kterém je zařazen do podrodu Vetrix.

## Rozšíření
Původem je tato rostlina z Evropy, těžiště svého rozšíření má v Alpách. Roste na východě Francie, na severu Itálie a ve Střední Evropě ve Švýcarsku, Německu, Rakousku, České republice, Slovensku a Slovinsku. Vyrůstá na různých geologických podložích, především na vápencích a silikátech. Typická stanoviště jsou většinou severně orientované vlhké podhorské a horské roviny, okraje smrkových lesů a místa podél menších vodních toků, strže a soutěsky s horskými bystřinami. Snáší i přetržitě suchou půdu vykompenzovanou vysokou vzdušnou vlhkostí. Vyskytuje se od podhorských údolí až do nadmořské výšky okolo 2000 m.
V ČR se drobné lokality s vrbou velkolistou nacházejí až za obvodem souvislého areálu, vyrůstá pouze na několika malých plochách na Šumavě (kary nad Černým, Plešným a Prášilským jezerem) a na jedné v Novohradských horách.

## Popis
Dvoudomý keř dorůstající v našich podmínkách do cca 2,5 m má hladkou, šedohnědou kůru se sotva znatelnými lištami. Letorosty jsou nažloutlé až červenohnědé, zpočátku pýřité později olysalé. Svrchu mírně svraskané listy mají nápadně velké srdčité palisty a řapíky, obé okolo 1 cm délky. Listové čepele, dlouhé i 12 cm a široké i 4 cm, jsou velice variabilního tvaru, kopinaté až obvejčité, nad středem nejširší, celokrajné nebo hrubě zubaté a obvykle zvlněné. Na lícní straně jsou lysé, živě zelené až tmavozelené, na rubu jsou téměř plstnaté, šedě zelené až namodrale zelené, s velkým počtem párů žilek (více než 10).
Vzpřímená květenství jsou válcovité jehnědy, do kterých jsou uspořádány jednopohlavné květy. Samčí jehnědy, dlouhé až 2,5 cm, mají květy s dvěma dlouhými tyčinkami s nitkami, jen na bázi mírně chlupatými, které jsou zakončené žlutými prašníky. Samičí květy jsou s hustě světle chlupatým semeníkem na stopce, ten je zakončen delší čnělkou s dvoulaločnou bliznou. Samčí jehnědy dozrávají před rozvitím listů, samičí současně s listy (v květnu až červnu).
Podpůrné listeny jsou u báze světlejší, na špičce tmavší, nektarová žláza je vejčitá. Květy jsou opylovány převážně hmyzem, jen málo větrem. Plodem je tobolka s chlopněmi srpovitě se ohýbajícími, uvnitř jsou drobná semena s chmýrem.

## Hybridizace
Vrba velkolistá se často kříží, jako ostatně mnoho dalších druhů vrb, s příbuznými druhy, např. s vrbou jívou a vrbou ušatou. V místech jejího výskytu v Česku byli nalezeni jedinci s přechodnými znaky k vrbě ušaté, s kterou tam pravděpodobně vytváří hybridní roj.

## Ohrožení
V České republice se vrba velkolistá vyskytuje pouze na několika málo místech a vyrůstá ve stále menším a menším počtu jedinců. Její úbytek je přičítán nevhodným přírodním podmínkám, častým sesuvům půdy, lavinám i okusu zvěře. Proto byla zařazena v "Černém a červeném seznamu cévnatých rostlin České republiky" z roku 2000 mezi druhy kriticky ohrožené a "Vyhláškou Ministerstva životního prostředí ČR č. 395/1992 Sb." mezi druhy silně ohrožené.